# Cheniménil
Cheniménil és un municipi francès, situat al departament dels Vosges i a la regió del Gran Est. L'any 2007 tenia 1.165 habitants.

## Demografia

### Població
El 2007 la població de fet de Cheniménil era de 1.165 persones. Hi havia 434 famílies, de les quals 112 eren unipersonals (60 homes vivint sols i 52 dones vivint soles), 121 parelles sense fills, 157 parelles amb fills i 44 famílies monoparentals amb fills.
La població ha evolucionat segons el següent gràfic:
Habitants censats

### Habitatges
El 2007 hi havia 512 habitatges, 448 eren l'habitatge principal de la família, 9 eren segones residències i 55 estaven desocupats. 378 eren cases i 132 eren apartaments. Dels 448 habitatges principals, 323 estaven ocupats pels seus propietaris, 120 estaven llogats i ocupats pels llogaters i 5 estaven cedits a títol gratuït; 1 tenia una cambra, 21 en tenien dues, 56 en tenien tres, 103 en tenien quatre i 267 en tenien cinc o més. 359 habitatges disposaven pel capbaix d'una plaça de pàrquing. A 198 habitatges hi havia un automòbil i a 194 n'hi havia dos o més.

### Piràmide de població
La piràmide de població per edats i sexe el 2009 era:
| Homes | Edats   | Dones |
| ----- | ------- | ----- |
| 0     | 95 o +  | 4     |
| 4     | 90 a 94 | 16    |
| 12    | 85 a 89 | 36    |
| 12    | 80 a 84 | 12    |
| 20    | 75 a 79 | 40    |
| 16    | 70 a 74 | 20    |
| 16    | 65 a 69 | 28    |
| 20    | 60 a 64 | 16    |
| 32    | 55 a 59 | 40    |
| 36    | 50 a 54 | 48    |
| 36    | 45 a 49 | 24    |
| 44    | 40 a 44 | 48    |
| 32    | 35 a 39 | 52    |
| 48    | 30 a 34 | 36    |
| 52    | 25 a 29 | 12    |
| 48    | 20 a 24 | 28    |
| 40    | 15 a 19 | 40    |
| 32    | 10 a 14 | 40    |
| 52    | 5 a 9   | 44    |
| 28    | 0 a 4   | 44    |

## Economia
El 2007 la població en edat de treballar era de 703 persones, 517 eren actives i 186 eren inactives. De les 517 persones actives 457 estaven ocupades (255 homes i 202 dones) i 59 estaven aturades (24 homes i 35 dones). De les 186 persones inactives 72 estaven jubilades, 53 estaven estudiant i 61 estaven classificades com a «altres inactius».

### Ingressos
El 2009 a Cheniménil hi havia 454 unitats fiscals que integraven 1.156,5 persones, la mediana anual d'ingressos fiscals per persona era de 16.737 €.

### Activitats econòmiques
Dels 35 establiments que hi havia el 2007, 3 eren d'empreses extractives, 1 d'una empresa alimentària, 1 d'una empresa de fabricació de material elèctric, 3 d'empreses de fabricació d'altres productes industrials, 4 d'empreses de construcció, 10 d'empreses de comerç i reparació d'automòbils, 2 d'empreses de transport, 3 d'empreses d'hostatgeria i restauració, 2 d'empreses immobiliàries, 1 d'una empresa de serveis, 2 d'entitats de l'administració pública i 3 d'empreses classificades com a «altres activitats de serveis».
Dels 7 establiments de servei als particulars que hi havia el 2009, 2 eren tallers de reparació d'automòbils i de material agrícola, 1 fusteria, 1 lampisteria, 1 perruqueria, 1 restaurant i 1 saló de bellesa.
Dels 4 establiments comercials que hi havia el 2009, 1 era una botiga de menys de 120 m², 1 una fleca, 1 una botiga de roba i 1 una joieria.
L'any 2000 a Cheniménil hi havia 7 explotacions agrícoles.

## Equipaments sanitaris i escolars
El 2009 hi havia 1 escola maternal i 1 escola elemental.

## Poblacions més properes
El següent diagrama mostra les poblacions més properes.